# North Pierce, Bắc Dakota
North Pierce là một lãnh thổ chưa tổ chức thuộc quận Pierce, tiểu bang Bắc Dakota, Hoa Kỳ. Năm 2010, dân số của nơi này là 509 người.